# Ernst Hake
Ernst Hake (* 22. Juni 1844 in Preußisch Stargard; † 24. Februar 1925 in Vlotho; vollständiger Name: Friedrich Wilhelm Ernst Hake) war ein deutscher Architekt und Postbaubeamter.

## Leben
Ernst Hake wurde in Preußisch Stargard in der damaligen Provinz Westpreußen geboren, heute eine Stadt im Powiat Starogardzki der polnischen Woiwodschaft Pommern. Er machte nach dem Schulbesuch in Preußisch Stargard 1865 das Abitur am Realgymnasium in Elbing und war anschließend Baueleve beim Kreisbaumeister in Neustettin. Es folgte ein Studium an der Berliner Bauakademie mit anschließendem Referendariat, das er Anfang 1875 mit der Baumeister-Prüfung abschloss.
Ernst Hake entwarf zahlreiche Postgebäude, davon einen großen Teil nach dem Vorbild des neugotischen Postgebäudes in Hildesheim (Architekt: Conrad Wilhelm Hase).
Das Reichspostamt richtete 1875 eine eigene Bauverwaltung unter der Leitung des Architekten und Baubeamten August Kind ein, wo Hake anfangs unter Carl Schwatlo in Berlin in der Bauleitung sowie in Bremen arbeitete. Wohl seit 1877 war er bei der Oberpostdirektion Hamburg tätig, zunächst als Regierungsbaumeister (Assessor in der öffentlichen Bauverwaltung), dann als Postbauinspektor bei der Königlichen Regierung in Magdeburg und als Kreis-Bauinspektor ab Januar 1888 nach Sagan und schließlich als Postbaurat. 1890 wurde er zum Reichspostamt in Berlin versetzt, dort im August 1891 zum Geheimen Postbaurat und zum Vortragenden Rat befördert, damit übernahm er die Leitung der Bauverwaltung im Reichspostamt. Am 2. November 1891 wurde er zum Mitglied der Preußischen Akademie des Bauwesens, vor 1896 zum Geheimen Oberpostbaurat und 1906 zum Wirklichen Geheimen Oberbaurat ernannt. Nach seinem Eintritt in den Ruhestand im Jahr 1911 übersiedelte er nach Vlotho, wo er 1925 starb.

## Bauten
An den im Folgenden genannten Bauprojekten war Hake in unterschiedlichen Funktionen beteiligt, nicht in jedem Fall gehört er auch zu den künstlerischen Entwurfsurhebern.
- 1875–1878: Post- und Telegrafenamt mit Oberpostdirektion in Bremen, Domsheide 15 (Bauleitung; Entwurf vom Reichspostamt Berlin, Carl Schwatlo und August Kind; erhalten)
- 1877–1881: Post- und Telegrafenamt in Flensburg, Rathausstraße 2 (Entwurf und Oberbauleitung; Ausführung durch Architekt Hildebrandt; heute gewerblich genutzt)
- 1878: Postamt in Thorn (Vorentwurf von Moering)
- 1882–1884: Post- und Telegrafenamt in Lübeck, Markt (Bauleitung durch Ferdinand Münzenberger; nicht erhalten)[4]
- 1883–1887: Post- und Telegrafenamt mit Oberpostdirektion in Hamburg, Dammtorwall 8 (Oberbauleitung; Entwurf vom Reichspostamt in Berlin, August Kind und Julius Carl Raschdorff; Bauleitung durch Regierungsbauführer Friedrich Ruppel)
- 1885–1886: Post- und Telegrafenamt in Neumünster (Entwurf und Oberbauleitung; Bauleitung durch Regierungsbauführer Siecke; erhalten, seit 1989 als Alte Post-Passage)
- 1892–1893: Post- und Telegrafenamt in Greifswald, Markt 15–19 (Entwurf in Zusammenarbeit mit Postbaurat Carl Hindorf bei der Oberpostdirektion Stettin; im Wesentlichen erhalten, seit 2014 Nutzung durch die Stadtverwaltung als Stadthaus)
- 1892–1895: Post- und Telegrafenamt mit Oberpostdirektion in Dortmund, Hiltropwall (Entwurf in Zusammenarbeit mit Architekt Karl Doflein und Oberbauleitung; Bauleitung durch Regierungsbaumeister Karl Buddeberg (1856–1934); zerstört)
- 1892–1897: Post- und Telegrafenamt mit Oberpostdirektion in Schwerin, Mecklenburgstraße 4/6 (Entwurf in Zusammenarbeit mit Architekt Daegert und Oberbauleitung; erhalten)
- 1893–1895: Postzeitungsamt in Berlin, Dessauer Straße / Königgrätzer Straße 20 (Bauleitung durch Heinrich Techow (1848–1927); nicht erhalten)
- 1893–1898: Erweiterung des Reichspostamts in Berlin, Leipziger Straße 14–18 und Mauerstraße 69–75 (Entwurf; Bauleitung durch Heinrich Techow und Franz Ahrens; durch Kriegseinwirkungen zerstört, ab 1958 schrittweiser Wiederaufbau, 1989–2000 Restaurierung, heute Museum für Kommunikation)
- 1894–1895: Post- und Telegrafenamt in Uelzen, Bahnhofstraße 14 (erhalten)
- 1894–1900: Hauptpostamt mit Oberpostdirektion in Potsdam, Am Kanal 16–18 (genannt Neue Post, erhalten)
- 1895–1899: Post- und Telegrafenamt mit Oberpostdirektion in Magdeburg, Breiter Weg 203–206 (erhalten, 2005–2006 zum Justizzentrum umgebaut)
- 1896–1899: Oberpostdirektion in Straßburg, Kaiser-Wilhelm-Straße (heute Avenue de la Liberté) (Entwurf zusammen mit Ewald Freiherr von Rechenberg; Oberbauleitung durch Postbaurat Ludwig Bettcher und Postbauinspektor Karl Buddeberg; heute Poste Centrale)
- 1899–1902: Post- und Telegrafenamt in Frankfurt an der Oder, Wilhelmplatz 3–5 / Logenstraße 1–4 (heute Zehmeplatz) (Entwurf zusammen mit Anton Freiherr von Rechenberg; erhalten)
- 1901–1902: Post- und Telegrafenamt in Oldenburg, Poststraße 1 (Entwurf zusammen mit Ewald Freiherr von Rechenberg; heute privatisiert, Büro- und Wohnanlage)
- 1902–1904: Oberpostdirektion Chemnitz in Chemnitz-Kaßberg, Stephanplatz (Entwurf; Oberbauleitung durch Regierungsbaumeister Wilhelm Deetz; erhalten)
- 1904–1906: Posthof (Lübeck)